# Autovía Piedrabuena
Circunvalación Piedrabuena es una circunvalación ubicado en la ciudad de Piedrabuena, Santa Cruz, Argentina.
- Datos: Q15513019